# بنونگن
بنونگن (به آلمانی: Bennungen) یک منطقهٔ مسکونی در آلمان است که در Südharz واقع شده‌است. بنونگن ۹۵۰ نفر جمعیت دارد.